# Szenegáli labdarúgó-válogatott
A szenegáli labdarúgó-válogatott, vagy becenevükön Les Lions de la Teranga, azaz Teranga oroszlánjai, Szenegál nemzeti csapata, amely a szenegáli labdarúgó-szövetség (franciául: Fédération Sénégalaise de Football) irányít. Világhírnévre a 2002-es labdarúgó-világbajnokságon tettek szert, a nyitómérkőzésen 1-0-ra legyőzték az akkor világ- és Európa-bajnok Franciaországot és újoncként egészen a negyeddöntőig meneteltek.

## Története
Szenegál 1960. április 4-én nyerte el a függetlenségét Franciaországtól és a Szenegáli labdarúgó-szövetség még abban az évben megalakult. Első mérkőzésüket 1961. december 31-én játszották Dahomey (Benin) ellen. 1962-ben a FIFA, 1963-ban a CAF tagjai lettek. Az afrikai nemzetek kupáján 1965-ben szerepeltek először, ahol 1–0 arányban alulmaradtak Elefántcsontparttal szemben a bronzmérkőzésen. 1968-ban a csoportkörből nem jutottak tovább és ezt követően egészen az 1986-os tornáig nem sikerült kijutniuk az Afrikai nemzetek kupájára. 1990-ben a negyedik helyen végeztek, 1992-ben pedig Szenegál volt a házigazda, ahol a negyeddöntőig jutottak, de ott Kamerun ellen kiestek. A 2002-es afrikai nemzetek kupáján bejutottak a döntőbe, ahol 0–0-ás döntetlent követően büntetőkkel maradtak alul Kamerunnal szemben.
2002-ben kijutottak történetük első világbajnokságára, ahol a torna nyitómérkőzésén nem kis meglepetésre Papa Bouba Diop góljával 1–0-ra megverték a világbajnoki címvédő Franciaországot. Ezt követően Dániával 1–1-es, míg Uruguay ellen 3–3-as döntetlent játszottak. A nyolcaddöntőben Henri Camara aranygóljával 2–1-re legyőzték  Svédországot és bejutottak a negyeddöntőbe, ahol Törökországgal találkoztak és 1–0-ra kikaptak. Afrikai csapatok közül Kamerunnak (1990) és Ghánának (2010) sikerült eljutnia a legjobb nyolc közé világbajnokságon. A 2008-as afrikai nemzetek kupáján két pontot szerezve nem jutottak tovább a csoportból. A 2010-es világbajnokságról lemaradtak.
A 2012-es afrikai nemzetek kupáján három vereséget szenvedtek és már a csoportkör után búcsúzni kényszerültek. A 2013-as dél-afrikai tornára nem jutottak ki. 2013. október 14-én meghalt Szenegál legendás szövetségi kapitánya Bruno Metsu.  A 2014-es világbajnokság selejtezőinek harmadik fordulójában 4–2 arányban alulmaradtak Elefántcsontparttal szemben és nem jutottak ki a Brazíliában rendezett világbajnokságra. A 2015-ös afrikai nemzetek kupáján a csoportkör után kiestek, a 2017-es tornán a negyeddöntőig jutottak. 2017. november 10-én 2–0-ra legyőzték Dél-Afrikát és kijutottak a 2018-as világbajnokságra. Első mérkőzésükön Thiago Cionek öngóljának és M’Baye Niang találataival 2–1-re legyőzték Lengyelországot. Japán ellen Sadio Mané és Moussa Wagué góljaival 2–2-es döntetlent játszottak, míg Kolumbiától kikaptak 1–0-ra és nem jutottak tovább az egyenes kieséses szakaszba.

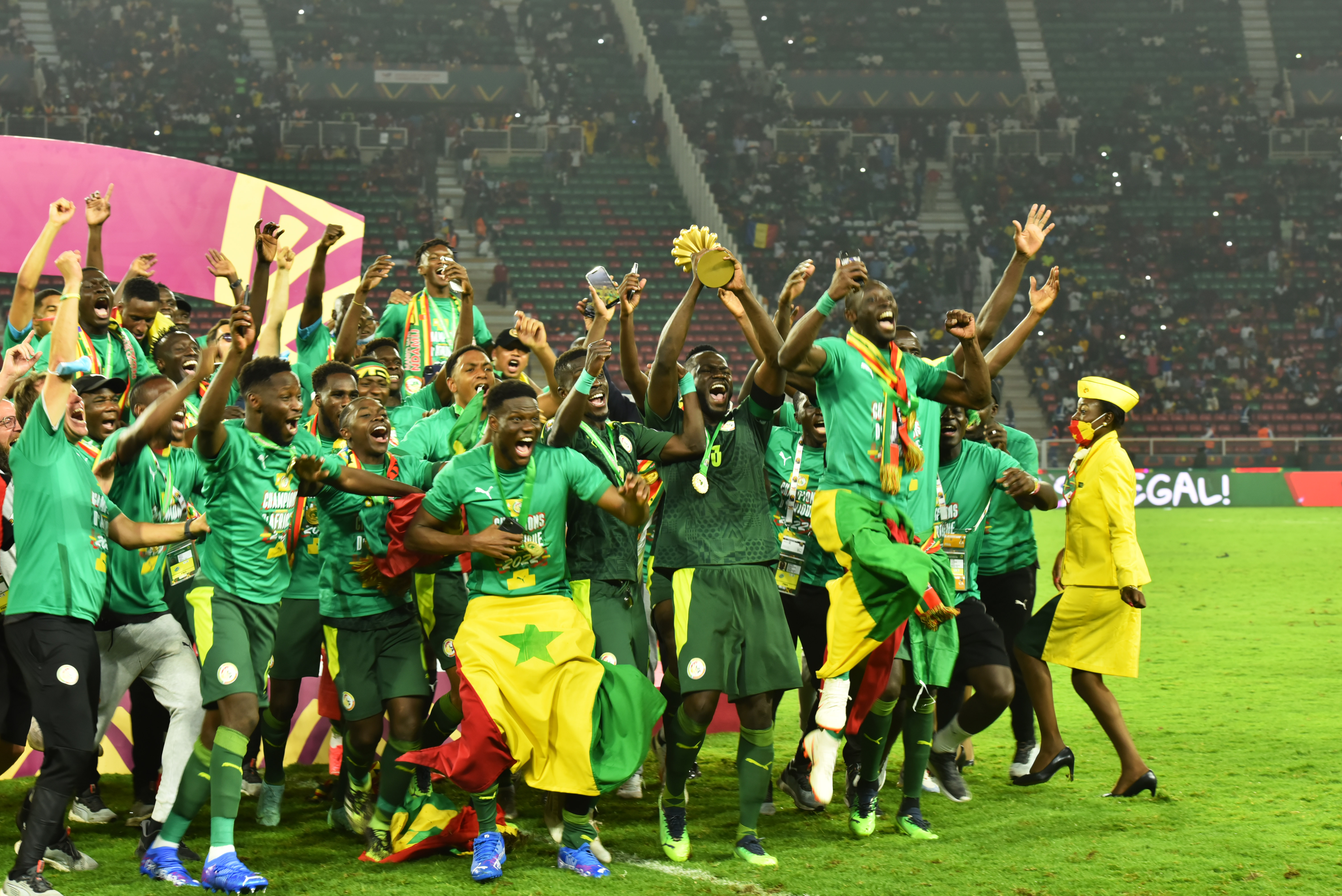
Szenegáli játékosok ünneplik az Afrika-kupán elért győzelmüket 2022-ben

A 2019-es afrikai nemzetek kupáján bejutottak a döntőbe, amit Algéria ellen elveszítettek 1–0-ra. A 2021-es tornán a csoportkörben Zimbabwét 1–0-ra győzték le Mané 97. percben szerzett tizenegyesével. Guineával és Malawival 0–0-ás döntetlent játszottak. A nyolcaddöntőben a Zöld-foki Köztársaságot 2–0-re verték, a negyeddöntőben Egyenlítői-Guineát, majd az elődöntőben Burkina Fasót győzték le egyaránt 3–1-re. A döntőben Egyiptommal találkoztak és se a rendes játékidőben, sem a hosszabbításban nem született gól. A büntetőpárbajban Szenegál bizonyult jobbnak 4–2 arányban, a győztes találatot Sadio Mané szerezte. Ezzel Szenegál megszerezte története első győzelmét az afrikai nemzetek kupáján.
A 2022-es világbajnokság selejtezőiben ismét szembekerült a két csapat és összesítésben 1–1-es döntetlen született. A büntetőpárbajban ismét Szenegál volt a szerencsésebb és jutott ki a világbajnokságra. Sadio Mané büntetője döntött és ezzel kiejtette liverpooli csapattársát Mohamed Szaláh-t.
A 2022-es világbajnokságon Hollandia ellen 2–0-ás vereséggel kezdték a tornát. A második csoportmérkőzésen 3–1-re legyőzték a házigazda Katart. Ecuador ellen Ismaïla Sarr révén vezetést szereztek, amit sikerült kiegyenlíteniük az ecuadoriaknak, de pár perccel később Kalidou Koulibaly megszerezte a győztes találatot. Szenegál 2002 után ismét továbbjutott a csoportjából. A nyolcaddöntőben Anglia ellen 3–0-ás vereséggel búcsúztak.

## Nemzetközi eredmények
Afrikai nemzetek kupája
- Aranyérmes: 1 alkalommal (2021)
- Ezüstérmes: 1 alkalommal (2002)

Amilcar Cabral kupa
- Aranyérmes: 8 alkalommal (1979, 1980, 1983, 1984, 1985, 1986, 1991, 2001)
- Ezüstérmes: 5 alkalommal (1982, 1993, 1997, 2000, 2005)
- Bronzérmes: 3 alkalommal (1981, 1987, 2007)

WAFU-nemzetek kupája
- Aranyérmes: 1 alkalommal (2019)
- Ezüstérmes: 2 alkalommal (2010, 2013)

COSAFA-kupa
- Ezüstérmes: 1 alkalommal (2021)

### Világbajnoki szereplés
| Év       | Eredmény                 | Helyezés                 | M                        | GY                       | D                        | V                        | RG                       | KG                       |
| -------- | ------------------------ | ------------------------ | ------------------------ | ------------------------ | ------------------------ | ------------------------ | ------------------------ | ------------------------ |
| 1930     | Franciaország része volt | Franciaország része volt | Franciaország része volt | Franciaország része volt | Franciaország része volt | Franciaország része volt | Franciaország része volt | Franciaország része volt |
| 1934     | Franciaország része volt | Franciaország része volt | Franciaország része volt | Franciaország része volt | Franciaország része volt | Franciaország része volt | Franciaország része volt | Franciaország része volt |
| 1938     | Franciaország része volt | Franciaország része volt | Franciaország része volt | Franciaország része volt | Franciaország része volt | Franciaország része volt | Franciaország része volt | Franciaország része volt |
| 1950     | Franciaország része volt | Franciaország része volt | Franciaország része volt | Franciaország része volt | Franciaország része volt | Franciaország része volt | Franciaország része volt | Franciaország része volt |
| 1954     | Franciaország része volt | Franciaország része volt | Franciaország része volt | Franciaország része volt | Franciaország része volt | Franciaország része volt | Franciaország része volt | Franciaország része volt |
| 1958     | Franciaország része volt | Franciaország része volt | Franciaország része volt | Franciaország része volt | Franciaország része volt | Franciaország része volt | Franciaország része volt | Franciaország része volt |
| 1962     | Franciaország része volt | Franciaország része volt | Franciaország része volt | Franciaország része volt | Franciaország része volt | Franciaország része volt | Franciaország része volt | Franciaország része volt |
| 1966     | Franciaország része volt | Franciaország része volt | Franciaország része volt | Franciaország része volt | Franciaország része volt | Franciaország része volt | Franciaország része volt | Franciaország része volt |
| 1970     | Nem jutott be            | Nem jutott be            | Nem jutott be            | Nem jutott be            | Nem jutott be            | Nem jutott be            | Nem jutott be            | Nem jutott be            |
| 1974     | Nem jutott be            | Nem jutott be            | Nem jutott be            | Nem jutott be            | Nem jutott be            | Nem jutott be            | Nem jutott be            | Nem jutott be            |
| 1978     | Nem jutott be            | Nem jutott be            | Nem jutott be            | Nem jutott be            | Nem jutott be            | Nem jutott be            | Nem jutott be            | Nem jutott be            |
| 1982     | Nem jutott be            | Nem jutott be            | Nem jutott be            | Nem jutott be            | Nem jutott be            | Nem jutott be            | Nem jutott be            | Nem jutott be            |
| 1986     | Nem jutott be            | Nem jutott be            | Nem jutott be            | Nem jutott be            | Nem jutott be            | Nem jutott be            | Nem jutott be            | Nem jutott be            |
| 1990     | Nem indult               | Nem indult               | Nem indult               | Nem indult               | Nem indult               | Nem indult               | Nem indult               | Nem indult               |
| 1994     | Nem jutott be            | Nem jutott be            | Nem jutott be            | Nem jutott be            | Nem jutott be            | Nem jutott be            | Nem jutott be            | Nem jutott be            |
| 1998     | Nem jutott be            | Nem jutott be            | Nem jutott be            | Nem jutott be            | Nem jutott be            | Nem jutott be            | Nem jutott be            | Nem jutott be            |
| 2002     | Negyeddöntő              | 7.                       | 5                        | 2                        | 2                        | 1                        | 7                        | 6                        |
| 2006     | Nem jutott be            | Nem jutott be            | Nem jutott be            | Nem jutott be            | Nem jutott be            | Nem jutott be            | Nem jutott be            | Nem jutott be            |
| 2010     | Nem jutott be            | Nem jutott be            | Nem jutott be            | Nem jutott be            | Nem jutott be            | Nem jutott be            | Nem jutott be            | Nem jutott be            |
| 2014     | Nem jutott be            | Nem jutott be            | Nem jutott be            | Nem jutott be            | Nem jutott be            | Nem jutott be            | Nem jutott be            | Nem jutott be            |
| 2018     | Csoportkör               | 17.                      | 3                        | 1                        | 1                        | 1                        | 4                        | 4                        |
| 2022     | Bejutott                 | Bejutott                 | Bejutott                 | Bejutott                 | Bejutott                 | Bejutott                 | Bejutott                 | Bejutott                 |
| Összesen | Negyeddöntő              | 3/22                     | 8                        | 3                        | 3                        | 2                        | 11                       | 10                       |

### Afrikai nemzetek kupája-szereplés
| Afrikai nemzetek kupája szereplés | Afrikai nemzetek kupája szereplés | Afrikai nemzetek kupája szereplés | Afrikai nemzetek kupája szereplés | Afrikai nemzetek kupája szereplés | Afrikai nemzetek kupája szereplés | Afrikai nemzetek kupája szereplés | Afrikai nemzetek kupája szereplés | Afrikai nemzetek kupája szereplés |
| Év                                | Eredmény                          | Helyezés                          | M                                 | Gy                                | D*                                | V                                 | RG                                | KG                                |
| --------------------------------- | --------------------------------- | --------------------------------- | --------------------------------- | --------------------------------- | --------------------------------- | --------------------------------- | --------------------------------- | --------------------------------- |
| 1957                              | Franciaország része volt          | Franciaország része volt          | Franciaország része volt          | Franciaország része volt          | Franciaország része volt          | Franciaország része volt          | Franciaország része volt          | Franciaország része volt          |
| 1959                              | Franciaország része volt          | Franciaország része volt          | Franciaország része volt          | Franciaország része volt          | Franciaország része volt          | Franciaország része volt          | Franciaország része volt          | Franciaország része volt          |
| 1962                              | Nem tagja a CAF-nak               | Nem tagja a CAF-nak               | Nem tagja a CAF-nak               | Nem tagja a CAF-nak               | Nem tagja a CAF-nak               | Nem tagja a CAF-nak               | Nem tagja a CAF-nak               | Nem tagja a CAF-nak               |
| 1963                              | Nem tagja a CAF-nak               | Nem tagja a CAF-nak               | Nem tagja a CAF-nak               | Nem tagja a CAF-nak               | Nem tagja a CAF-nak               | Nem tagja a CAF-nak               | Nem tagja a CAF-nak               | Nem tagja a CAF-nak               |
| 1965                              | Negyedik hely                     | 4.                                | 3                                 | 1                                 | 1                                 | 1                                 | 5                                 | 2                                 |
| 1968                              | Csoportkör                        | 5.                                | 3                                 | 1                                 | 1                                 | 1                                 | 5                                 | 5                                 |
| 1970                              | Nem jutott be                     | Nem jutott be                     | Nem jutott be                     | Nem jutott be                     | Nem jutott be                     | Nem jutott be                     | Nem jutott be                     | Nem jutott be                     |
| 1972                              | Nem jutott be                     | Nem jutott be                     | Nem jutott be                     | Nem jutott be                     | Nem jutott be                     | Nem jutott be                     | Nem jutott be                     | Nem jutott be                     |
| 1974                              | Nem jutott be                     | Nem jutott be                     | Nem jutott be                     | Nem jutott be                     | Nem jutott be                     | Nem jutott be                     | Nem jutott be                     | Nem jutott be                     |
| 1976                              | Nem jutott be                     | Nem jutott be                     | Nem jutott be                     | Nem jutott be                     | Nem jutott be                     | Nem jutott be                     | Nem jutott be                     | Nem jutott be                     |
| 1978                              | Nem jutott be                     | Nem jutott be                     | Nem jutott be                     | Nem jutott be                     | Nem jutott be                     | Nem jutott be                     | Nem jutott be                     | Nem jutott be                     |
| 1980                              | Nem indult                        | Nem indult                        | Nem indult                        | Nem indult                        | Nem indult                        | Nem indult                        | Nem indult                        | Nem indult                        |
| 1982                              | Nem jutott be                     | Nem jutott be                     | Nem jutott be                     | Nem jutott be                     | Nem jutott be                     | Nem jutott be                     | Nem jutott be                     | Nem jutott be                     |
| 1984                              | Nem jutott be                     | Nem jutott be                     | Nem jutott be                     | Nem jutott be                     | Nem jutott be                     | Nem jutott be                     | Nem jutott be                     | Nem jutott be                     |
| 1986                              | Csoportkör                        | 5.                                | 3                                 | 2                                 | 0                                 | 1                                 | 3                                 | 1                                 |
| 1988                              | Nem jutott be                     | Nem jutott be                     | Nem jutott be                     | Nem jutott be                     | Nem jutott be                     | Nem jutott be                     | Nem jutott be                     | Nem jutott be                     |
| 1990                              | Negyedik hely                     | 4.                                | 5                                 | 1                                 | 2                                 | 2                                 | 3                                 | 3                                 |
| 1992                              | Negyeddöntő                       | 5.                                | 3                                 | 1                                 | 0                                 | 2                                 | 4                                 | 3                                 |
| 1994                              | Negyeddöntő                       | 8.                                | 3                                 | 1                                 | 0                                 | 2                                 | 2                                 | 3                                 |
| 1996                              | Nem jutott be                     | Nem jutott be                     | Nem jutott be                     | Nem jutott be                     | Nem jutott be                     | Nem jutott be                     | Nem jutott be                     | Nem jutott be                     |
| 1998                              | Nem jutott be                     | Nem jutott be                     | Nem jutott be                     | Nem jutott be                     | Nem jutott be                     | Nem jutott be                     | Nem jutott be                     | Nem jutott be                     |
| 2000                              | Negyeddöntő                       | 7.                                | 4                                 | 1                                 | 1                                 | 2                                 | 6                                 | 6                                 |
| 2002                              | Ezüstérmes                        | 2.                                | 6                                 | 4                                 | 2                                 | 0                                 | 6                                 | 1                                 |
| 2004                              | Negyeddöntő                       | 6.                                | 4                                 | 1                                 | 2                                 | 1                                 | 4                                 | 2                                 |
| 2006                              | Negyedik hely                     | 4.                                | 6                                 | 2                                 | 0                                 | 4                                 | 7                                 | 8                                 |
| 2008                              | Csoportkör                        | 12.                               | 3                                 | 0                                 | 2                                 | 1                                 | 4                                 | 6                                 |
| 2010                              | Nem jutott be                     | Nem jutott be                     | Nem jutott be                     | Nem jutott be                     | Nem jutott be                     | Nem jutott be                     | Nem jutott be                     | Nem jutott be                     |
| 2012                              | Csoportkör                        | 13.                               | 3                                 | 0                                 | 0                                 | 3                                 | 3                                 | 6                                 |
| 2013                              | Nem jutott be                     | Nem jutott be                     | Nem jutott be                     | Nem jutott be                     | Nem jutott be                     | Nem jutott be                     | Nem jutott be                     | Nem jutott be                     |
| 2015                              | Csoportkör                        | 9.                                | 3                                 | 1                                 | 1                                 | 1                                 | 3                                 | 4                                 |
| 2017                              | Negyeddöntő                       | 5.                                | 4                                 | 2                                 | 2                                 | 0                                 | 6                                 | 2                                 |
| 2019                              | Ezüstérmes                        | 2.                                | 7                                 | 5                                 | 0                                 | 2                                 | 8                                 | 2                                 |
| 2021                              | Aranyérmes                        | 1.                                | 7                                 | 4                                 | 3                                 | 0                                 | 9                                 | 2                                 |
| 2023                              | Folyamatban                       | Folyamatban                       | Folyamatban                       | Folyamatban                       | Folyamatban                       | Folyamatban                       | Folyamatban                       | Folyamatban                       |
| 2025                              | Folyamatban                       | Folyamatban                       | Folyamatban                       | Folyamatban                       | Folyamatban                       | Folyamatban                       | Folyamatban                       | Folyamatban                       |
| Összesen                          | 1 aranyérem                       | 16/33                             | 67                                | 27                                | 17                                | 23                                | 78                                | 56                                |

*Beleértve az egyeneses kieséses szakaszban elért döntetleneket is.

## Mezek a válogatott története során
A szenegáli labdarúgó-válogatott hagyományos szerelése fehér mez, fehér nadrág és fehér sportszár. A váltómez leggyakrabban zöld mezből, zöld nadrágból és zöld sportszárból álló kombináció. 

### Első számú
| 1996–1998 | 1998–2000 | 2001–2002 | 2002 | 2004–2005 | 2005–2006 | 2006–2007 | 2008–2010 | 2010–2012 | 2012–2014 | 2014–2016 |
| 2017–2018 | 2018      | 2020-2022 | 2022 |           |           |           |           |           |           |           |

### Váltómez
| 1996–1998 | 1998–2000 | 2001–2002 | 2002 | 2004–2005 | 2005–2006 | 2006–2007 | 2008–2010 | 2010–2011 | 2011–2016 | 2017–2018 |
| 2018      | 2020–2022 | 2022      |      |           |           |           |           |           |           |           |

## Játékosok

### Jelenlegi keret
A szenegáli válogatott 2022-es Világbajnokságra nevezett 26 fős kerete.
A pályára lépések és gólok száma a 2022. szeptember 24-én  Bolívia elleni mérkőzés után lett frissítve.
| Szám          | Poszt   | Név               | Születési dátum / Kor          | Válogatottság | Gólok   | Klub              |         |         |         |
| Kapusok       | Kapusok | Kapusok           | Kapusok                        | Kapusok       | Kapusok | Kapusok           | Kapusok | Kapusok | Kapusok |
| ------------- | ------- | ----------------- | ------------------------------ | ------------- | ------- | ----------------- | ------- | ------- | ------- |
| 1             | K       | Seny Dieng        | 1994. november 23. (30 éves)   | 3             | 0       | QPR               |         |         |         |
| 16            | K       | Édouard Mendy     | 1992. március 1. (33 éves)     | 25            | 0       | Chelsea           |         |         |         |
| 23            | K       | Alfred Gomis      | 1993. szeptember 5. (31 éves)  | 14            | 0       | Stade Rennais FC  |         |         |         |
| Védők         |         |                   |                                |               |         |                   |         |         |         |
| 2             | V       | Fodé Ballo-Touré  | 1997. január 3. (28 éves)      | 14            | 0       | AC Milan          |         |         |         |
| 3             | V       | Kalidou Koulibaly | 1991. június 20. (33 éves)     | 63            | 0       | Chelsea           |         |         |         |
| 4             | V       | Pape Abou Cissé   | 1995. szeptember 14. (29 éves) | 12            | 1       | Olimpiakósz       |         |         |         |
| 12            | V       | Youssouf Sabaly   | 1993. március 5. (32 éves)     | 24            | 0       | Betis             |         |         |         |
| 13            | V       | Ismail Jakobs     | 1999. augusztus 17. (25 éves)  | 1             | 0       | Monaco            |         |         |         |
| 14            | V       | Formose Mendy     | 2001. január 2. (24 éves)      | 1             | 0       | Amiens            |         |         |         |
| 22            | V       | Abdou Diallo      | 1996. május 4. (28 éves)       | 18            | 2       | RB Leipzig        |         |         |         |
| Középpályások |         |                   |                                |               |         |                   |         |         |         |
| 5             | KP      | Idrissa Gueye     | 1989. szeptember 26. (35 éves) | 95            | 7       | Everton           |         |         |         |
| 6             | KP      | Nampalys Mendy    | 1992. június 23. (32 éves)     | 18            | 0       | Leicester City    |         |         |         |
| 8             | KP      | Cheikhou Kouyaté  | 1989. december 21. (35 éves)   | 82            | 4       | Nottingham Forest |         |         |         |
| 11            | KP      | Pathé Ciss        | 1994. március 16. (31 éves)    | 1             | 0       | Rayo Vallecano    |         |         |         |
| 15            | KP      | Krépin Diatta     | 1999. február 25. (26 éves)    | 25            | 2       | Monaco            |         |         |         |
| 17            | KP      | Pape Sarr         | 2002. szeptember 14. (22 éves) | 8             | 0       | Tottenham Hotspur |         |         |         |
| 24            | KP      | Moustapha Name    | 1995. május 5. (29 éves)       | 6             | 0       | Páfosz            |         |         |         |
| 25            | KP      | Mamadou Loum      | 1996. december 30. (28 éves)   | 3             | 0       | Reading           |         |         |         |
| 26            | KP      | Pape Gueye        | 1999. január 24. (26 éves)     | 11            | 0       | Marseille         |         |         |         |
| Csatárok      |         |                   |                                |               |         |                   |         |         |         |
| 7             | CS      | Nicolas Jackson   | 2001. június 20. (23 éves)     | 0             | 0       | Villarreal        |         |         |         |
| 9             | CS      | Boulaye Dia       | 1996. november 16. (28 éves)   | 18            | 3       | Salernitana       |         |         |         |
| 10            | CS      | Sadio Mané        | 1992. április 10. (32 éves)    | 92            | 34      | Bayern München    |         |         |         |
| 18            | CS      | Ismaïla Sarr      | 1998. február 25. (27 éves)    | 47            | 10      | Watford FC        |         |         |         |
| 19            | CS      | Famara Diédhiou   | 1992. december 15. (32 éves)   | 24            | 10      | Alanyaspor        |         |         |         |
| 20            | CS      | Bamba Dieng       | 2000. március 30. (24 éves)    | 12            | 2       | Marseille         |         |         |         |
| 21            | CS      | Iliman Ndiaye     | 2000. március 6. (25 éves)     | 1             | 0       | Sheffield United  |         |         |         |

### A legtöbb válogatottsággal rendelkező játékosok
Az adatok 2022. szeptember 27. állapotoknak felelnek meg.
- A még aktív játékosok (félkövérrel) vannak megjelölve.

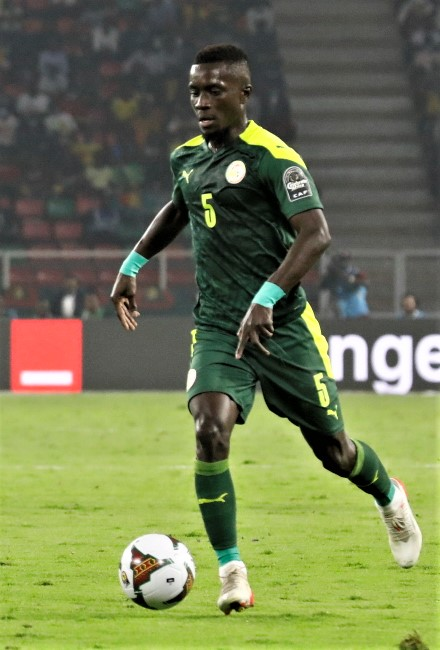
Az aktív játékosok közül Idrissa Gueye a válogatottsági rekorder 96 mérkőzéssel.

| Rank | Játékos          | Mérkőzés | Gólok | Időszak   |
| ---- | ---------------- | -------- | ----- | --------- |
| 1    | Henri Camara     | 99       | 29    | 1999–2008 |
| 2    | Idrissa Gueye    | 96       | 7     | 2011–     |
| 3    | Sadio Mané       | 93       | 34    | 2012–     |
| 4    | Roger Mendy      | 87       | 3     | 1979–1995 |
| 5    | Tony Sylva       | 83       | 0     | 1999–2008 |
| 5    | Cheikhou Kouyaté | 83       | 4     | 2012–     |
| 7    | Jules Bocandé    | 73       | 20    | 1979–1993 |
| 8    | Lamine Diatta    | 71       | 4     | 2000–2008 |
| 9    | El Hadji Diouf   | 70       | 24    | 2000–2008 |
| 10   | Papa Bouba Diop  | 63       | 11    | 2001–2008 |

### A válogatottban legtöbb gólt szerző játékosok
Az adatok 2022. szeptember 27. állapotoknak felelnek meg.
- A még aktív játékosok (félkövérrel) vannak megjelölve.

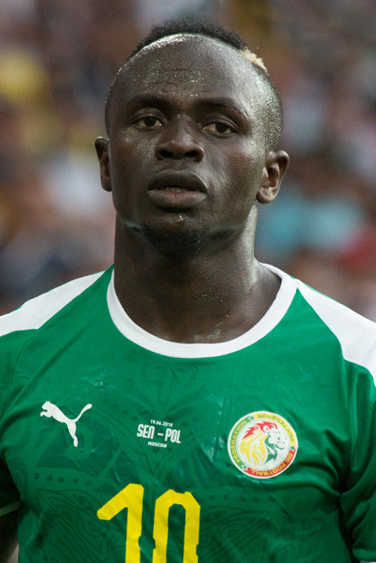
Sadio Mané a válogatott történetének legeredményesebb játékosa 34 góllal.

| #  | Játékos         | Gólok | Mérkőzés | Arány | Időszak   |
| -- | --------------- | ----- | -------- | ----- | --------- |
| 1  | Sadio Mané      | 34    | 93       | 0.37  | 2012–     |
| 2  | Henri Camara    | 29    | 99       | 0.29  | 1999–2008 |
| 3  | El Hadji Diouf  | 24    | 70       | 0.34  | 2000–2008 |
| 4  | Mamadou Niang   | 20    | 54       | 0.37  | 2002–2012 |
| 4  | Jules Bocandé   | 20    | 73       | 0.27  | 1979–1993 |
| 6  | Moussa Sow      | 18    | 50       | 0.36  | 2009–2018 |
| 7  | Papiss Cissé    | 17    | 36       | 0.47  | 2009–2015 |
| 8  | Mamadou Diallo  | 15    | 35       | 0.43  | 1989–1999 |
| 9  | Moussa Konaté   | 12    | 34       | 0.35  | 2012–     |
| 10 | Souleymane Sané | 11    | 23       | 0.48  | 1990–1997 |
| 10 | Papa Bouba Diop | 11    | 63       | 0.17  | 2001–2008 |

### Híresebb játékosok
- El Hadji Diouf, a Bolton Wanderers csatára.
- Henri Camara, a szenegáli válogatottsági és korábban gólszerzői csúcstartó, a West Ham középpályása.
- Papa Bouba Diop, az angol Portsmouth FC középpályása, Szenegál első világbajnoki góljának szerzője.
- Sadio Mané a szenegáli válogatott gólszerzői csúcstartója[15]

## Szövetségi kapitányok
A következő lista tartalmazza a szenegáli labdarúgó-válogatott összes ismert szövetségi kapitányát 1961-től.

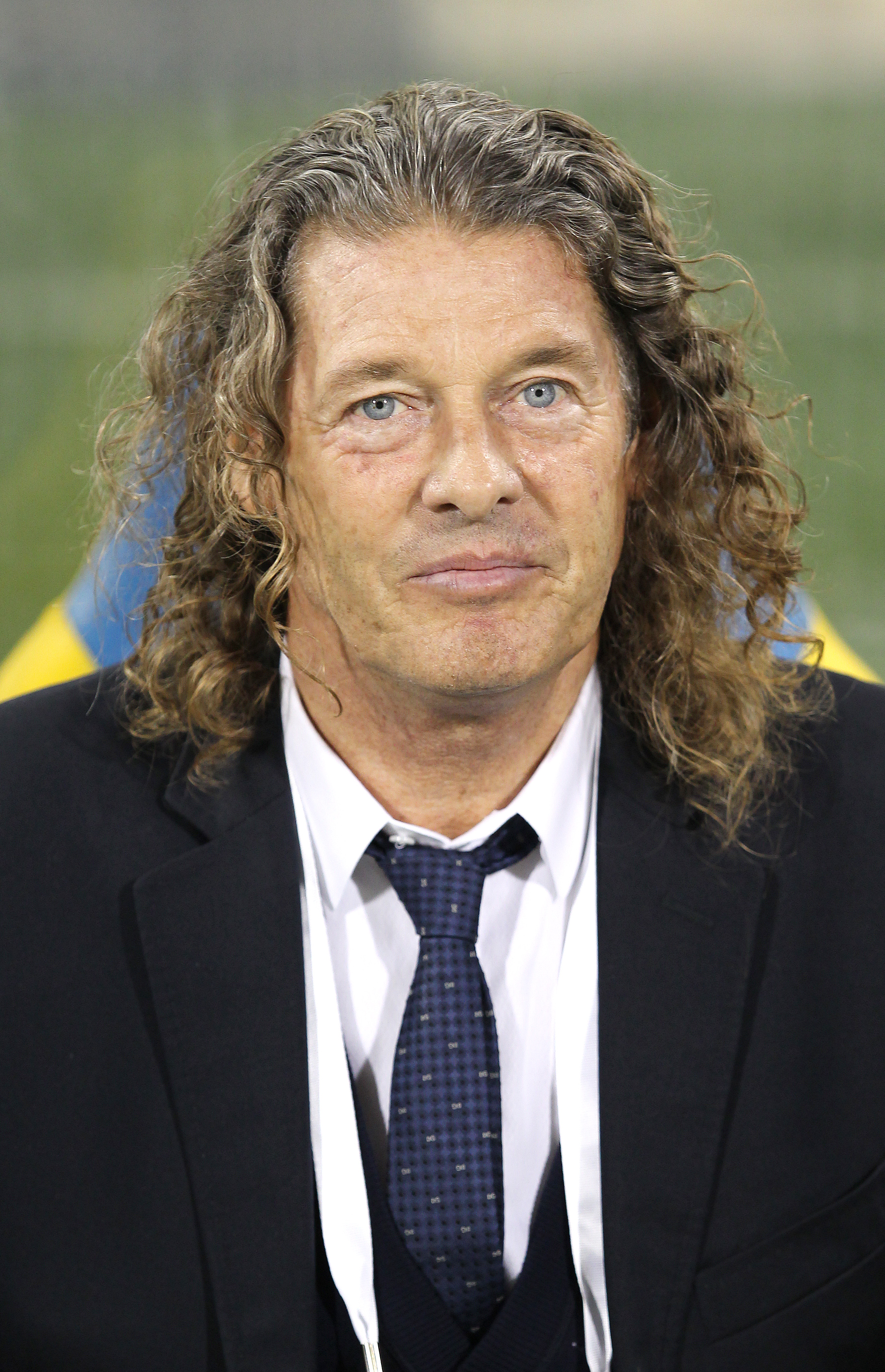
Bruno Metsu 2000 és 2002 között volt szövetségi kapitány. 2002-ben kivezette Szenegált története első világbajnokságára

| Időszak   | Szövetségi kapitány |
| --------- | ------------------- |
| 1960–1961 | Raoul Diagne        |
| 1961–1979 | Jules Vandooren     |
| 1979–1982 | Otto Pfister        |
| 1982–1989 | Pape Alioune Diop   |
| 1989–1995 | Claude Le Roy       |
| 1995–2000 | Peter Schnittger    |
| 2000–2002 | Bruno Metsu         |
| 2002–2005 | Guy Stéphan         |
| 2005–2006 | Abdoulaye Sarr      |
| 2006–2008 | Henryk Kasperczak   |
| 2008–2012 | Amara Traoré        |
| 2012–2013 | Joseph Koto         |
| 2013–2015 | Alain Giresse       |
| 2015–     | Aliou Cissé         |

## Külső hivatkozások
- Szenegál a FIFA.com-on Archiválva 2018. június 19-i dátummal a Wayback Machine-ben (angolul)
- Szenegál a cafonline.com-on (angolul)
- Szenegál mérkőzéseinek eredményei az rsssf.com-on (angolul)
- Szenegál mérkőzéseinek eredményei az EloRatings.net-en (angolul)
- Szenegál a national-football-teams.com-on Archiválva 2008. január 20-i dátummal a Wayback Machine-ben (angolul)
- Szenegál a transfermarkt.de-n (németül)
- Szenegál a weltfussbal.de-n (németül)
- Szenegál a fedefutbol.net-en (spanyolul)